# Musée d'État des arts Abilkhan Kasteyev
Le Musée d'État des arts Abilkhan Kasteyev est un musée d'Almaty au Kazakhstan.

## Histoire
Le musée ouvre le 16 septembre 1976, avec les collections de la galerie nationale Kazakhe Shevchenko (fondée en 1935) et du Musée de la république des arts décoratifs et appliqués (fondé en 1970).
En 1984, le musée est renommé en l'honneur de l'artiste Abilkhan Kasteev (en) (1904–1973).

## Collections
Le musée a une collection de plus de 23 000 œuvres, dont des œuvres :
- d'art Kazakh contemporain,
- de l'époque soviétique (1920–1990),
- de Russie (XVIIe au XXe siècle),
- d'Europe occidentale (XVIe – XXe siècle),
- d'Asie de l'Est (Chine, Inde, Japon, et Corée).